# Държавен комитет за битови услуги
Държавният комитет за битови услуги е държавна институция в България, пряко подчинена на Министерския съвет, но без ранг на министерство. Създаден е през 1968 година с отделянето от Министерството на архитектурата и благоустройството на Управление Комунални услуги. Първоначално комитетът управлява т.нар. комунални стопанства - предприятия, поддържащи комуналната инфраструктура (водопровод, канализация и други) и извършващи почистването на улиците и събирането на отпадъци. През 1970 година към него е прехвърлено от Министерството на леката промишленост Управление Местна промишленост, отговарящо за множество разнородни малки предприятия, както и управлението на трудовопроизводителните кооперации. През 1971 година комитетът е обединен с Министерството на вътрешната търговия в Министерство на вътрешната търговия и услугите.